# 小阪病院看護専門学校
小阪病院看護専門学校（こさかびょういんかんごせんもんがっこう）とは、大阪府東大阪市にあった私立専修学校である。社会福祉法人天心会が運営する。募集人数は約50人。

## 沿革
- 1992年 - 開校
- 2025年 - 廃止

## 所在地
- 〒577-0809 大阪府東大阪市永和2-7-30

最寄り駅は、近鉄奈良線河内永和駅